# Scrittori italiani della Fondazione Pietro Bembo
Scrittori italiani della Fondazione Pietro Bembo è una collezione editoriale di Classici della Letteratura Italiana fondata da Dante Isella, Giorgio Manganelli e Mario Spagnol nel 1987. I volumi sono pubblicati presso l'editore Guanda. I direttori che si sono succeduti sono, in ordine temporale, i seguenti: Dante Isella, Giorgio Manganelli, Giovanni Pozzi, Pier Vincenzo Mengaldo. L'attuale direttore della collana è Alfredo Stussi.
I titoli pubblicati coprono un periodo che va dal XIII al XX secolo: dai trattati del XVII secolo alle poesie irregolari, comprendenti poeti enigmatici, scrittori irregolari, autori dimenticati o poco letti e versificatori.

## Titoli della collana

### 1990
- Giovanni Villani, Nuova Cronica, Volume primo: Libri I-VIII, a cura di Giuseppe Porta,
- La novella del Grasso legnaiuolo, a cura di Paolo Procaccioli, presentazione di Giorgio Manganelli, ISBN 88-7746-420-8

### 1991
- Francesco Algarotti, Viaggi in Russia, a cura di William Spaggiari, ISBN 88-7746-489-5
- Giovanni Villani, Nuova Cronica, Volume secondo: Libri IX-XI, a cura di Giuseppe Porta
- Giovanni Villani, Nuova Cronica, Volume terzo: Libri XII-XIII, a cura di Giuseppe Porta

### 1992
- Vittorio Imbriani, I romanzi, a cura di Fabio Pusterla, ISBN 88-7746-455-0
- Ferrante Pallavicino, La retorica delle puttane, a cura di Laura Coci, ISBN 88-7746-630-8
- Daniello Bartoli, La ricreazione del savio, a cura di Bice Mortara Garavelli, Premessa di Maria Corti ISBN 88-7746-611-1

### 1993
- Vittorio Imbriani, Racconti e Prose 1863-1876, Volume primo, a cura di Fabio Pusterla, ISBN 88-7746-632-4
- Torquato Tasso, Il Re Torrismondo, a cura di Vercingetorige Martignone, ISBN 88-7746-670-7
- Giovan Battista Marino, La Sampogna, a cura di Vania de Maldé, ISBN 88-7746-684-7
- Francesco Petrarca, Lettere disperse, a cura Alessandro Pancheri, ISBN 88-7746-683-9

### 1994
- Carlo Maria Maggi, Le Rime milanesi, a cura di Dante Isella, ISBN 88-7746-724-X
- Vittorio Imbriani, Racconti e Prose 1877-1886, Volume secondo, a cura di Fabio Pusterla, ISBN 88-7746-657-X
- Anton Giulio Brignole Sale, Maria Maddalena peccatrice e convertita, a cura di Delia Eusebio, ISBN 88-7746-742-8

### 1995
- Matteo Villani, Cronica, con la continuazione di Filippo Villani, Volume primo, a cura di Giuseppe Porta, ISBN 88-7746-767-3
- Matteo Villani, Cronica, con la continuazione di Filippo Villani, Volume secondo, a cura di Giuseppe Porta, ISBN 88-7746-786-X
- Pietro Aretino, Lettere, Libro I, a cura di Francesco Erspamer, ISBN 88-7746-792-4
- Torquato Tasso, Lettere poetiche, a cura di Carla Molinari, ISBN 978-88-7746-810-9

### 1996
- Giuseppe Parini, Il Giorno, a cura di Dante Isella e Marco Tizi, ISBN 88-7746-816-5
- Francesco De Lemene, Raccolta di cantate a voce sola, a cura di Elvezio Canonica, ISBN 88-7746-839-4
- Benvenuto Cellini, La vita, a cura di Lorenzo Bellotto, ISBN 88-7746-900-5

### 1997
- Alessandro Manzoni, Inni sacri, a cura di Franco Gavazzeni
- Niccolò Tommaseo, Fede e bellezza, a cura di Donatella Martinelli, ISBN 88-7746-912-9
- Giovanni Pascoli, Primi poemetti, a cura di Nadia Ebani,
- Restoro d'Arezzo, La composizione del mondo, a cura di Alberto Morino, ISBN 88-7746-998-6

### 1998
- Pietro Aretino, Lettere, Libro II, a cura di Francesco Erspamer, ISBN 88-7746-937-4
- Vincenzo Monti, Aristodemo, a cura di Arnaldo Bruni, ISBN 88-8246-088-6
- Gabriello Chiabrera, Maniere, scherzi e canzonette morali, a cura di Giulia Raboni, ISBN 88-8246-009-6
- Marco Polo, Milione. Redazione latina del manoscritto Z, a cura di Alvaro Barbieri, ISBN 978-88-8246-064-8

### 1999
- Lorenzo da Ponte, Libretti viennesi, a cura di Lorenzo della Chà, ISBN 88-8246-060-6
- Gasparo Gozzi, Lettere, a cura di Fabio Soldini, ISBN 88-8246-141-6
- Ippolito Nievo, Le confessioni d'un italiano, 2 volumi, a cura di Simone Casini, ISBN 88-8246-135-1

### 2000
- L'Intelligenza. Poemetto anonimo del secolo XIII, a cura di Marco Berisso, ISBN 88-8246-243-9
- Berardino Rota, Rime, A cura di Luca Milite, ISBN 88-8246-136-X
- Emilio De Marchi, Demetrio Pianelli, a cura di Anna Moden ISBN 88-8246-065-7

### 2001
- Francesco Fulvio Frugoni, Il Tribunal della Critica, a cura di Sergio Bozzola e Alberto Sana, ISBN 88-8246-256-0
- Domenico Balestrieri, Rime milanesi per l'Accademia dei Trasformati, a cura di Felice Milani, ISBN 88-8246-372-9
- Giovanni Della Casa, Rime, a cura di Giuliano Tanturli, ISBN 88-8246-399-0

### 2002
- Ludovico Ariosto, Satire, a cura di Alfredo D'Orto, ISBN 978-88-8246-393-9
- Serafino Aquilano, Strambotti, a cura di Antonio Rossi, ISBN 88-8246-257-9

### 2003
- Giovanni Pico della Mirandola, Discorso sulla dignità dell'uomo, a cura di Francesco Bausi, ISBN 978-88-8246-455-4

### 2004
- Binduccio Dello Scelto, Storia di Troia, a cura di Gabriele Ricci, ISBN 88-8246-029-0

### 2005
- Antiquarie prospetiche romane, a cura di Giovanni Agosti e Dante Isella, ISBN 88-8246-796-1
- Matteo Maria Boiardo, Pastorali, a cura di Stefano Carrai e Marina Riccucci, ISBN 88-8246-858-5

### 2006
- Giuseppe Parini, Alcune poesie di Ripano Epulino seguite dalle scelte d'autore per le Rime degli Arcadi e le Rime varie. Con il saggio di Giosuè Carducci Il Parini principiante, a cura di Dante Isella, ISBN 88-8246-964-6

### 2007
- Alfonso Varano, Visioni sacre, e morali, a cura di Stefano Strazzabosco, ISBN 978-88-6088-045-1

### 2008
- Roberto Longhi, Carlo Braccesco, a cura di Simone Facchinetti, ISBN 978-88-6088-639-2
- Niccolò Tommaseo, Scintille, a cura di Francesco Bruni, con la collaborazione di Egidio Ivetic, Paolo Mastandrea, Lucia Omacini, ISBN 978-88-6088-698-9

### 2009
- Tommaso Ceva, Iesus Puer, Traduzione e commento a cura di Felice Milani, ISBN 978-88-6088-117-5
- Daniello Bartoli, Il torto e 'l diritto del non si può (dato in giudicio sopra molte regole della lingua italiana), a cura di Sergio Bozzola, ISBN 978-88-6088-613-2

### 2010
- Giuseppe Parini, Le Odi, a cura di Nadia Ebani, ISBN 978-88-6088-240-0
- Vittorio Imbriani, Poesie, a cura di Gabriella Riso Alimena, ISBN 978-88-6088-384-1

### 2011
- Niccolò Tommaseo, Bucoliche e Georgiche di Virgilio. Traduzioni edite e inedite, a cura di Donatella Martinelli, ISBN 978-88-6088-580-7

### 2013
- Vittorio Sereni, Frontiera. Diario d'Algeria, a cura di Georgia Fioroni, ISBN 978-88-235-0426-4
- Torquato Tasso Rime eteree, a cura di Rossano Pestarino, ISBN 978-88-235-0482-0

### 2014
- Pietro Aretino, Teatro comico. Cortigiana (1525 e 1534), Il Marescalco, a cura di Luca D'Onghia, introduzione di Maria Cristina Cabani, ISBN 978-88-235-0810-1

### 2015
- Michelangelo Buonarroti, Canzoniere, a cura di Maria Chiara Tarsi, ISBN 978-88-23-50936-8

### 2016
- Carl'Antonio Tanzi, Rime milanesi, a cura di Renato Martinoni, ISBN 978-88-235-1277-1

### 2017
- Niccolò Tommaseo, Canti greci, a cura di Elena Maiolini, ISBN 978-88-235-1911-4

### 2018
- Domenico Balestrieri, La Gerusalemme liberata travestita in lingua milanese, a cura di Felice Milani, ISBN 978-88-235-2118-6

### 2019
- Giacomo Leopardi, Canti. Volume primo, a cura di Luigi Blasucci

### 2020
- Niccolò Tommaseo, Canti corsi, a cura di Annalisa Nesi

### 2021
- Giacomo Leopardi, Canti. Volume secondo, a cura di Luigi Blasucci

### 2022
- Giovanni Fantoni, Odi, a cura di Anna Bellato, ISBN 978-88-235-3182-6

### 2023
- Vittorio Sereni, Gli strumenti umani, a cura di Michel Cattaneo, ISBN 978-88-23-51778-3

### 2024
- Emanuele Tesauro, Il Cannocchiale aristotelico. Volume primo, A cura di Maicol Cutrì, ISBN 978-88-235-3514-5

### 2025
- Emanuele Tesauro, Il Cannocchiale aristotelico, Volume secondo, a cura di Maicol Cutrì, ISBN 978-88-235-3609-8

### In preparazione
- Gabriele D'Annunzio, Le faville del maglio, a cura di Clelia Martignoni, ISBN 978-88-608-8272-1